# Matawai Katingga
Matawai Katingga is een bestuurslaag in het regentschap Oost-Soemba van de provincie Oost-Nusa Tenggara, Indonesië. Matawai Katingga telt 454 inwoners (volkstelling 2010).